# Kantrovci
Kantrovci – wieś w Chorwacji, w żupanii pożedzko-slawońskiej, w gminie Velika. W 2011 roku liczyła 34 mieszkańców.